# Resolutie 33 Veiligheidsraad Verenigde Naties
Resolutie 33 van de Veiligheidsraad van de Verenigde Naties werd op 27 augustus 1947 goedgekeurd. Tien leden van de Raad  stemden voor, geen enkel lid stemde tegen en alleen Australië onthield zich.

## Inhoud
De Veiligheidsraad besloot dat het subcomité van het Comité van Experts moest onderhandelen met het comité van de Algemene Vergadering over de aanvaarding van regel 58 en de wijziging van de regels 113 en 117, zoals door de Algemene Vergadering is voorgesteld.
In verband met het voorstel van de Algemene Vergadering over regel 60 werd de verandering van het woord "beslissen" in "overwegen" niet aanvaard. De toevoeging van de twee paragrafen °2 en °3 werd wel aanvaard. Ook de verandering van het woord "aanbevelingen" naar enkelvoud werd aanvaard. Het subcomité mocht de Algemene Vergadering melden dat de voorgestelde wijziging in regel 114 en de nieuwe regel 116 aanvaard waren.

## Verwante resoluties
- Resolutie 26 Veiligheidsraad Verenigde Naties over de verkiezing van leden voor het Internationaal Gerechtshof.
- Resolutie 81 Veiligheidsraad Verenigde Naties aanvaardde nieuwe principes bepaald door de Algemene Vergadering.

Lijst ·  16 ·  17 ·  18 ·  19 ·  20 ·  21 ·  22 ·  23 ·  24 ·  25 ·  26 ·  27 ·  28 ·  29 ·  30 ·  31 ·  32 ·  33 ·  34 ·  35 ·  36 ·  37